# Зона термического влияния

Поперечное сечение стыкового сварного соединения.
Темно-серый цвет — сварной шов или зона сплавления, средне-серый цвет — зона термического влияния, светло-серый цвет — основной материал.

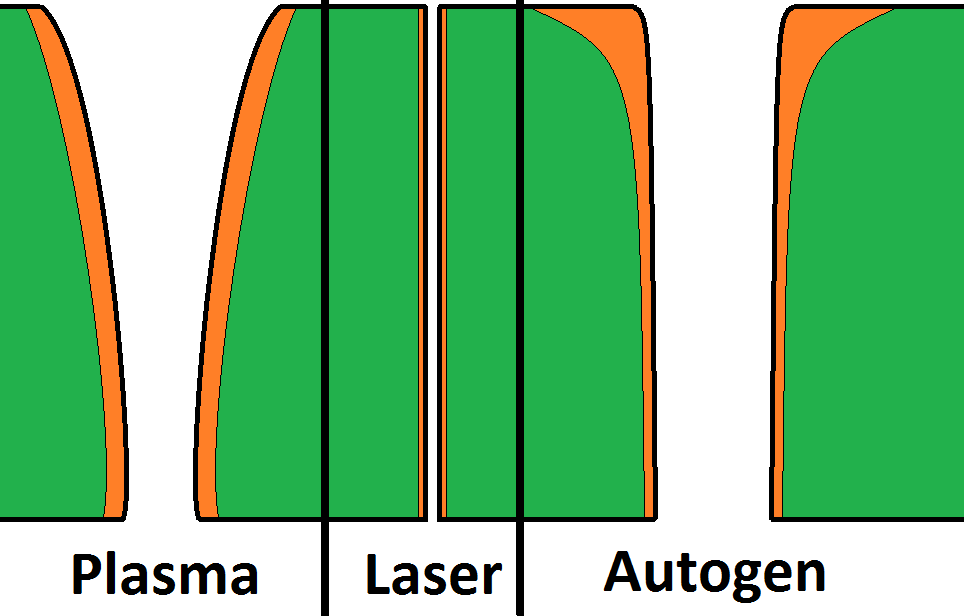
Схемы зон термического влияния (отмечены оранжевым) при различных видах резки

Зона термического влияния (ЗТВ) — участок основного материала (металла или термопластика), который при нагреве в процессе обработки не расплавился, но его микроструктура и свойства изменились. ЗТВ возникает при сварке и термической резке, но может образоваться и при механической обработке из-за нагрева трением.
Степень изменения свойств материала в зоне зависит от основного материала, присадочного металла шва, объёма и концентрации теплоты в процессе сварки. Полученная микроструктура, в свою очередь, влияет как на прочность сварного соединения, так и на прочность конструкции.
Например, при плазменной резке низкоуглеродистых сталей зона термического влияния на кромке реза имеет полосу из низкоуглеродистого мартенсита шириной около 50 мкм, за ней расположена полоса с переходной структурой — от низкоуглеродистого мартенсита через бейнит и тонкий слой феррит-перлита в ферритно-перлитную структуру основного металла.
По распределению температур нагрева зона термического влияния разделяется на следующие участки:
- Линия сплавления — граница между металлом шва и нерасплавленным основным металлом;
- Участок неполного расплавления, температура от температуры плавления до от 1250° С;
- Участок перегрева, температура 1000—1250° С;
- Участок нормализации, температура 840—1000° С;
- Участок неполной перекристаллизации, температура 700—870° С;
- Участок рекристаллизации (отпуска), температура 250—650° С;
- Участок синеломкости (старения), температура 200—300° С.

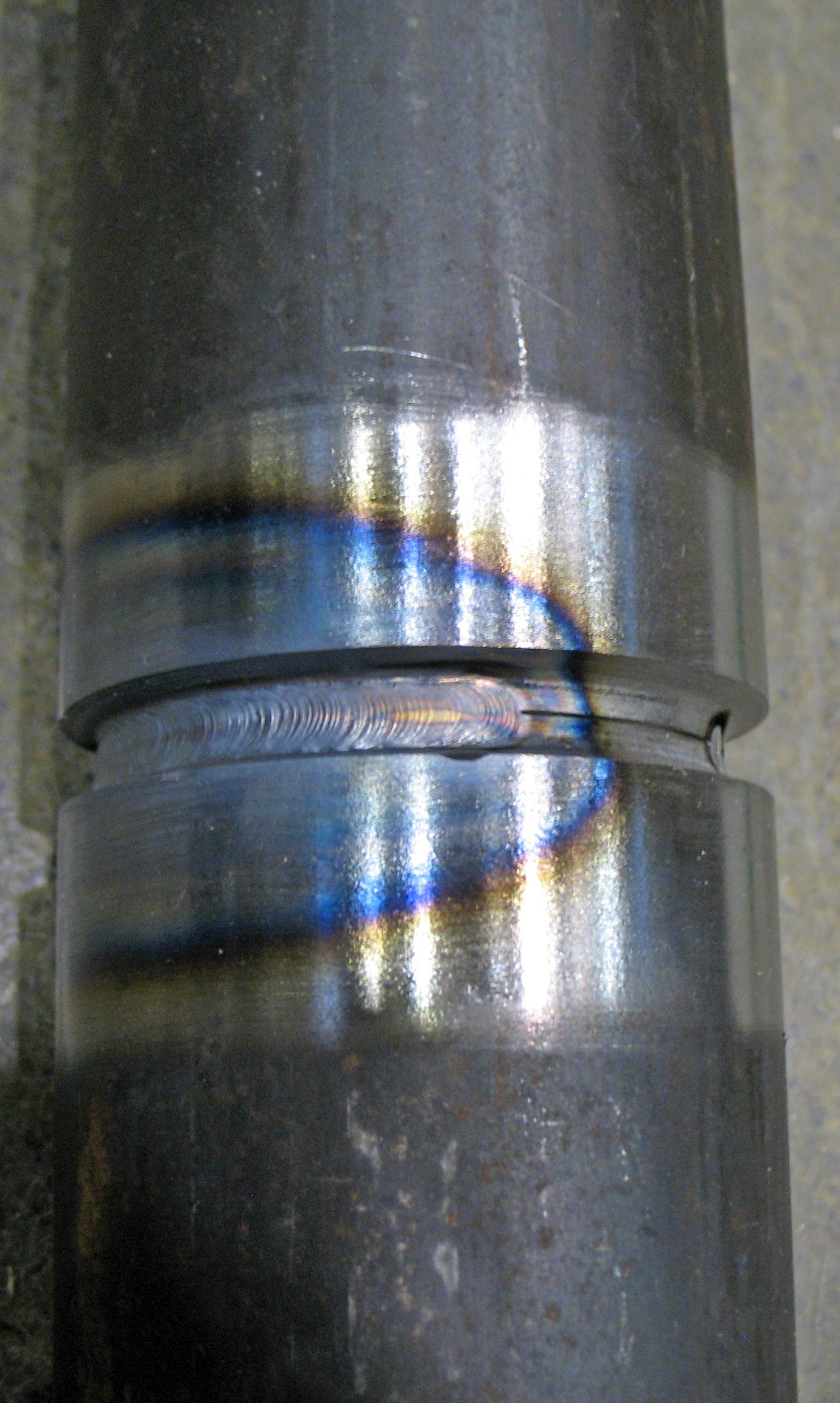
Зоны термического влияния около сварного шва (видны цвета побежалости на участке синеломкости)

На размеры зоны термического влияния большое влияние оказывает температуропроводность основного материала — при большом коэффициенте температуропроводности материала скорость охлаждения шва высока и размеры ЗТВ относительно невелики. Количество теплоты, выделяемое в процессе сварки также играет для ЗТВ важную роль. Так процесс газовой сварки идет при высокой погонной энергии, что увеличивает размер зоны термического влияния до 20…25 мм. Такие процессы, как лазерная и электронно-лучевая сварка проходят при высокой концентрации энергии при ограниченном количестве выделяемой теплоты, что приводит к уменьшению размеров ЗТВ до нескольких миллиметров и менее. Дуговая сварка занимает промежуточное положение между этими двумя крайними для ЗТВ процессами (ширина ЗТВ от 2 до 10 мм). Для расчета погонной энергии при дуговой сварке используют следующую формулу:
{\displaystyle Q=\left({\frac {V\times I\times 60}{S\times 1000}}\right)\times \mathrm {Efficiency} },
где Q — погонная энергия (кДж/мм), V — напряжение (В), I — сила тока (А), S — скорость сварки (мм/мин). Коэффициент Efficiency зависит от процесса сварки. Для сварки неплавящимся электродом
он имеет значение 0,6; для сварки покрытыми электродами и сварки с защитных газах — 0,8; для сварки под слоем флюса — 1,0.